# Bob Clearmountain

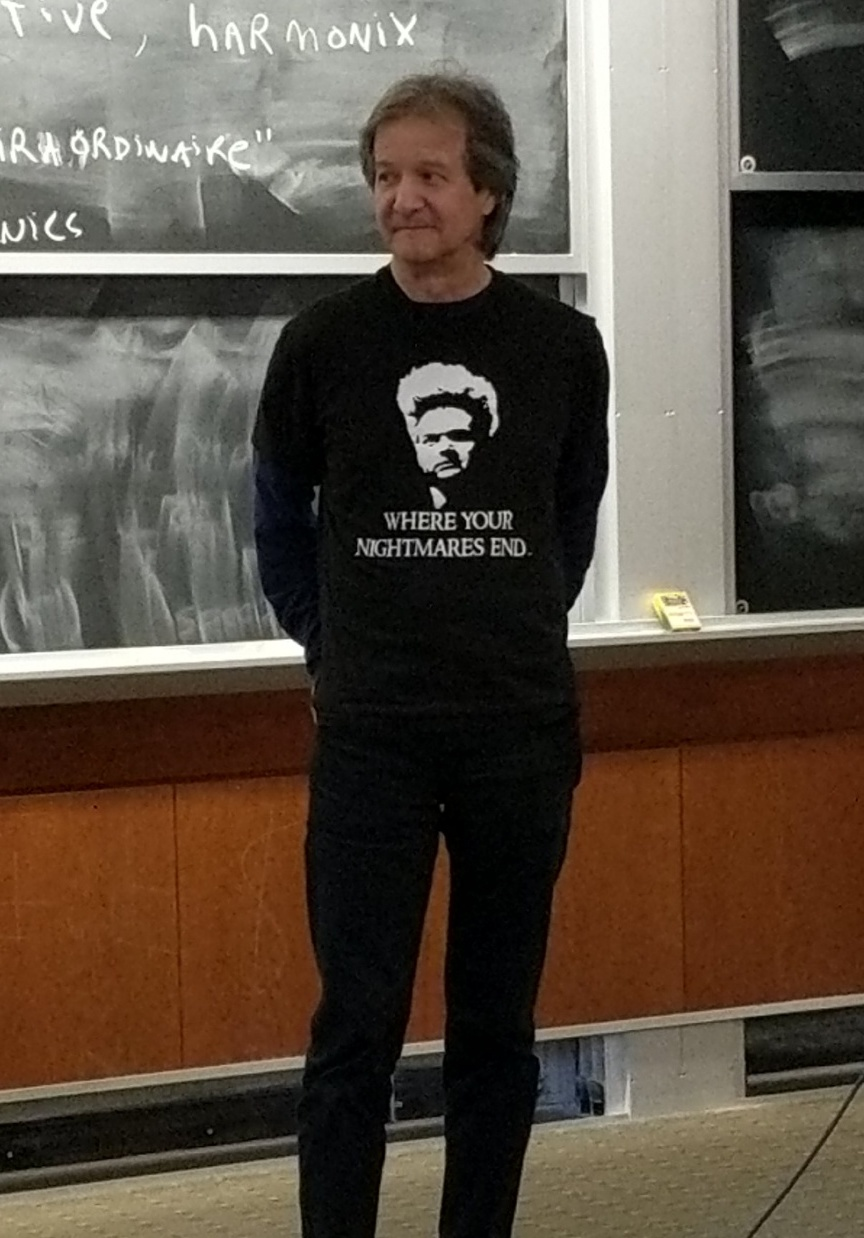
Bob Clearmountain (2017)

Bob Clearmountain (* 16. Januar 1953 in Connecticut) ist ein US-amerikanischer Toningenieur, Tonmischer und Musikproduzent. Er arbeitete mit Musikern wie Bruce Springsteen, The Rolling Stones, Bryan Adams, Hall & Oates, Robbie Williams, Toto oder Bon Jovi zusammen.

## Leben
Clearmountain wurde für sechs Grammys nominiert und gewann darüber hinaus 2006 den Grammy für das Best Traditional Folk Album für We Shall Overcome: The Seeger Sessions von Bruce Springsteen sowie 2010 den Grammy für das Best Latin Pop Album für Paraíso Express von Alejandro Sanz. 2007 gewann er den Latin Grammy Award für seine Arbeit am MTV-Unplugged-Album von Ricky Martin. Außerdem wurde er zweimal für einen Emmy nominiert und gewann ihn zweimal: 2010 für Outstanding Sound Mixing for a Variety or Music Series or Special für das The 25th Anniversary Rock and Roll Hall of Fame Concert sowie 2015 für Outstanding Sound Mixing for a Variety Series or Special für das The Saturday Night Live 40th Anniversary Special.
Clearmountain spielte neben einigen musikalischen Beiträgen für andere Künstler auch Bass auf dem ersten Dead-Boys-Album Young Loud and Snotty, bevor er von Jeff Magnum ersetzt wurde.
Clearmountain ist mit der Apogee-Electronics-Geschäftsführerin Betty Bennett verheiratet.

## Arbeiten als Produzent
- Bryan Adams – You Want It You Got It, Cuts Like a Knife, Reckless, Into the Fire
- Paul McCartney – Tripping the Live Fantastic
- The Who – Join Together
- The Church – The Blurred Crusade
- Hall & Oates – Big Bam Boom
- Jonatha Brooke – Careful What You Wish For
- The Pretenders – Get Close
- Simple Minds – Once Upon a Time
- Duran Duran - Danse Macabre

## Arbeiten als Toningenieur und Tonmischer
- Isis – Breaking Through (1977)
- Kool and the Gang – Light of Worlds
- Willy DeVille – Miracle
- The Rolling Stones – Still Life, Tattoo You, Stripped und Live Licks und die Singles Miss You und Out of Tears
- Bruce Springsteen – Born in the USA, Tunnel of Love, Live/1975-85, Lucky Town, We Shall Overcome: The Seeger Sessions und Tracks
- Bryan Adams – Reckless, Waking Up the Neighbours, MTV Unplugged, 18 til I Die, On a Day Like Today, Room Service und 11
- Toto – Kingdom of Desire
- Paul Young – Other Voices
- Bon Jovi – These Days, Crush und Bounce
- Robbie Williams – Intensive Care
- Roxy Music – Avalon (und die Single More Than This).
- Bryan Ferry – Dylanesque
- Sheryl Crow – Wildflower
- The Corrs – Forgiven Not Forgotten, Talk on Corners und Unplugged
- Aimee Mann – Whatever und Bachelor #2
- Rufus Wainwright – Rufus Wainwright
- INXS – Kick, Full Moon, Dirty Hearts und Welcome to Wherever You Are
- David Bowie – Let’s Dance und Never Let Me Down
- The Cure – Just Like Heaven (Single, Remix)
- Peter Gabriel – Come Talk to Me (Single)
- Tina Turner – Back Where You Started (Single)
- Nine Inch Nails – Happiness in Slavery beim Woodstock 94 (Live Recording)
- Crowded House – Temple of Low Men
- Glen Phillips – Winter Pays for Summer (2005)